# Wietboter

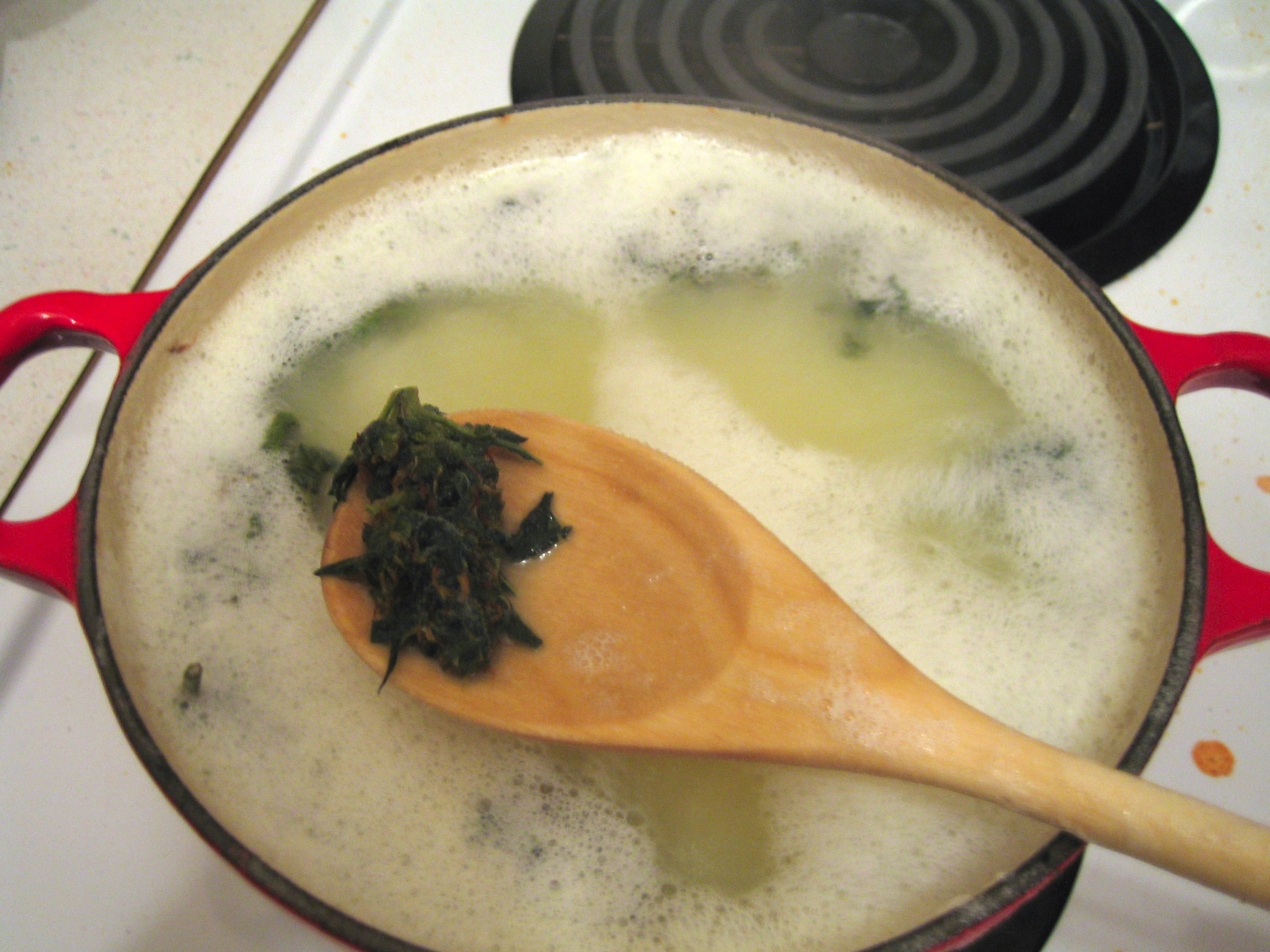
Bereiding van wietboter met bloemetjes van de cannabisplant

Wietboter is boter waarin de psychoactieve stof THC (die voorkomt in marihuana) is opgelost en kent allerhande toepassing, waaronder verwerking in spacecake of wietpannenkoeken.
Om wietboter te maken wordt wiet urenlang geschud tot alle harskristallen van de bladeren en bloemen losraken, een methode die ook wordt gebruikt om hasj te maken. De hars in poedervorm wordt vervolgens toegevoegd aan de gesmolten boter. Soms worden ook hele toppen in de gesmolten boter gedaan om uit te koken, deze worden er later weer uitgezeefd waarna de boter kan opstijven.